# One Race Films
One Race Films es una productora de cine estadounidense, fundada por el actor Vin Diesel en 1995. 
Race Films ha participado en varias películas de su fundador (Vin Diesel), entre las que se encuentra xXx, The Chronicles of Riddick y las últimas películas de Rápidos y Furiosos.

## Filmografía

### Cortometrajes
| Año  | Título                      | Director          | Notas |
| ---- | --------------------------- | ----------------- | ----- |
| 2002 | xXx                         | Rob Cohen         |       |
| 2003 | A Man Apart                 | F. Gary Gray      |       |
| 2004 | The Chronicles of Riddick   | David Twohy       |       |
| 2006 | Find Me Guilty              | Sidney Lumet      |       |
| 2008 | Babylon A.D.                | Mathieu Kassovitz |       |
| 2009 | Fast & Furious              | Justin Lin        |       |
| 2011 | Fast Five                   | Justin Lin        |       |
| 2013 | Riddick                     | David Twohy       |       |
| 2013 | Fast & Furious 6            | Justin Lin        |       |
| 2015 | Furious 7                   | James Wan         |       |
| 2015 | El último cazador de brujas | Breck Eisner      |       |
| 2017 | xXx: Return of Xander Cage  | D.J. Caruso       |       |
| 2017 | The Fate of the Furious     | F. Gary Gray      |       |
| 2023 | Fast X                      | F. Gary Gray      |       |

| Año  | Título                             | Director   | Notas |
| ---- | ---------------------------------- | ---------- | ----- |
| 2009 | Fast & Furious 3.5: Los Bandoleros | Vin Diesel |       |